# Nephthytis swainei
Nephthytis swainei är en kallaväxtart som beskrevs av Josef Bogner. Nephthytis swainei ingår i släktet Nephthytis och familjen kallaväxter. Inga underarter finns listade.